# Hôtel de Noirmoutier
L'hôtel de Noirmoutier également nommé hôtel de Sens, est un hôtel particulier du XVIIIe siècle, situé 138, rue de Grenelle à Paris, en France.
Il est aujourd'hui la résidence du préfet de Paris, qui est aussi préfet de la région Île-de-France.

## Histoire

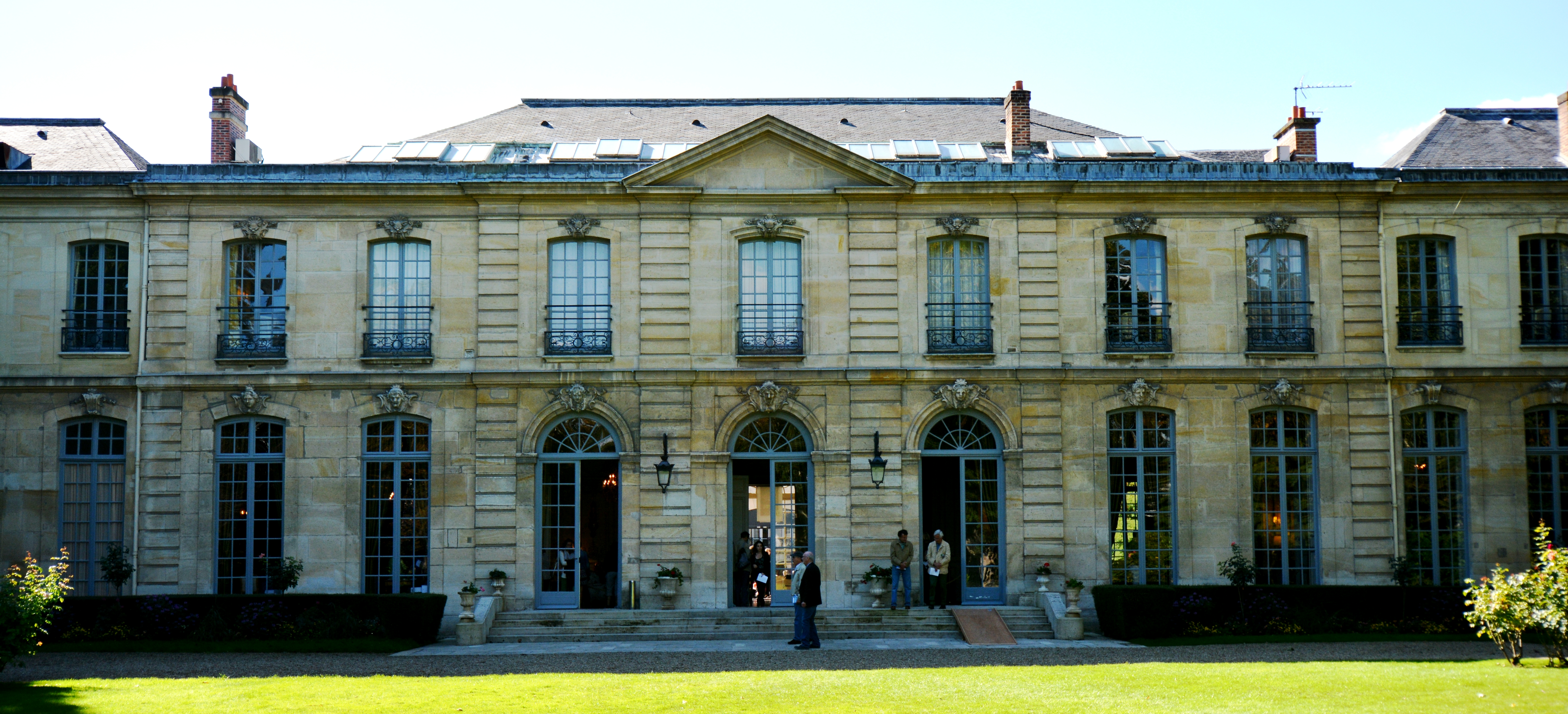
Façade de l'hôtel sur le jardin.

À partir de 1670, des opérations de spéculation immobilière vont être réalisées sur le territoire du faubourg Saint-Germain. En 1683, Claude Mollet, dessinateur ordinaire des parcs et jardins des maisons royales, achète un grand terrain entre les rues de Grenelle et Saint-Dominique. Il fait construire un grand hôtel sur la rue Saint-Dominique qu'il loue en 1688 au comte de Comminges. À la mort de Claude Mollet, en 1694, la situation financière de l'héritage fait que les héritiers doivent y renoncer. Quand la moitié du terrain située rue de Grenelle est mise en vente au Châtelet, en 1698, ils la rachètent. La description du lot au moment de sa mise en vente indique qu'il y a une petite maison consistante en une petite boutique et chambre au-dessus, petite cour, logement de jardinier et porte cochère. Vingt ans plus tard, les Mollet vendent le terrain au comte de Châtillon qui le revend un an plus tard à Antoine François de La Trémouille, fils de Louis II de La Trémoille, duc de Noirmoutier et de Renée-Julie Aubery (1618-1679), marié en secondes noces, en 1700 avec Marie-Élisabeth Duret de Chevry (1672-1733), fille de Charles-François Duret de Chevry, marquis de Villeneuve, promoteur de la Compagnie de la Pêche sédentaire de l’Acadie.
L'hôtel fut construit en 1721-1724 par Jean Courtonne pour Antoine François de La Trémoille, duc de Noirmoutier.
Un devis de 30 439 livres est signé le 26 septembre 1721 et payé l'année suivante. Les matériaux viennent de différents carrières : pierre de Vaugirard pour les fondations, pierre d'Arcueil pour l'assise du rez-de-chaussée et pierre de Saint-Leu pour les façades. Le bâtiment est achevé en Juin 1724,,.
Le duc était aveugle et « le prodige, écrit Saint-Simon, fut que, quoique pauvre, il se bâtit une maison charmante, qu'il en régla la distribution et les proportions, et, en gros et en détail, les dégagements, les commodités et jusqu'aux ornements, aux glaces, aux corniches, aux cheminées et, au tact, choisit les étoffes pour les meubles en lui disant les couleurs. »
Initialement, le premier étage ne couvrait que les sept travées centrales du rez-de-chaussée.
Après la mort du duc de Noirmoutier et de son épouse, en 1733, l'hôtel passe à leur nièce, la marquise de Matignon, épouse de Thomas Goyon de Matignon, qui le vend en 1734 à Mademoiselle de Sens, d'où le nom d'Hôtel de Sens parfois donné à cet hôtel (eg. Plan de Turgot). Cette princesse agrandit considérablement la propriété, acquérant des terrains avoisinants, et fit remanier le décor intérieur. Sa sœur, Mlle de Charolais, va acheter, en 1736, dans la même rue, l'hôtel de Rothelin-Charolais.
À sa mort en 1765, la demeure revient a son neveu, le prince de Condé, Louis-Joseph. Il le loue au comte de Cantillana, marquis de Castromonte, ambassadeur en France de Ferdinand IV, roi des Deux-Siciles qui y meurt en 1768. Il est ensuite occupé, jusqu'en 1770, par Joachim Pignatelli Aragon, comte de Fuentès, ambassadeur en France du roi Charles III d'Espagne. Puis le prince de Condé concède l'hôtel en bail à vie à deux veuves, Anne-Marie-Louise-Charlotte de Croÿ-Rœulx (1706-1792), comtesse de Le Rœulx, veuve de Jean-François Bette (1672-1725), marquis de Lede, chevalier de la Toison d'Or, grand d'Espagne, et Angélique-Sophie de Hautefort (1702-1789), veuve de Jean-Luc de Lauzières, marquis de Thémines, puis d'Henri-Camille de Beringhen.
Le prince de Condé ayant émigré, l'hôtel devient un bien national par le décret du 29 germinal an III. Il est mis en loterie et devient la propriété d'un marchand de vin, Simon-Félix Lardenois. Il le revend en Messidor an VI à une négociante de Gand, Colette-Thérèse Moërmann.
Il devient en 1813 la propriété de Charles-Symphorien Brian qui le revend à l'État en 1814 qui y installe les gardes du corps de Monsieur, comte d'Artois, puis l'École d'application d'État-Major, en 1825 jusqu'en 1877, puis l'État-Major, jusqu'en 1919.
Peu après 1853, l'architecte André Renié (père du peintre Jean Émile Renié) surélève les ailes de chaque côté du corps de logis.
L'hôtel est mis à la disposition du directeur du service géographique de l'armée en 1893. Puis il est attribué comme logement au maréchal Foch en 1919. Celui-ci y réside jusqu'à sa mort en 1929, sa veuve y demeure jusqu'en 1950.
Suivent l'Inspection des forces terrestres, maritimes et aériennes de l'Afrique française du Nord, le ministère du Sahara, le secrétariat général pour la communauté des affaires africaines et malgaches.
Il est pour la première fois inscrit au titre des monuments historique en 1927 puis en 1975, ces deux inscriptions sont aujourd’hui annulées et remplacées par une inscription en février 1996 et un classement en juin 1996.
Il est depuis 1970 la résidence du préfet de Paris, préfet de la région d'Île-de-France.

## Photographies de l'intérieur

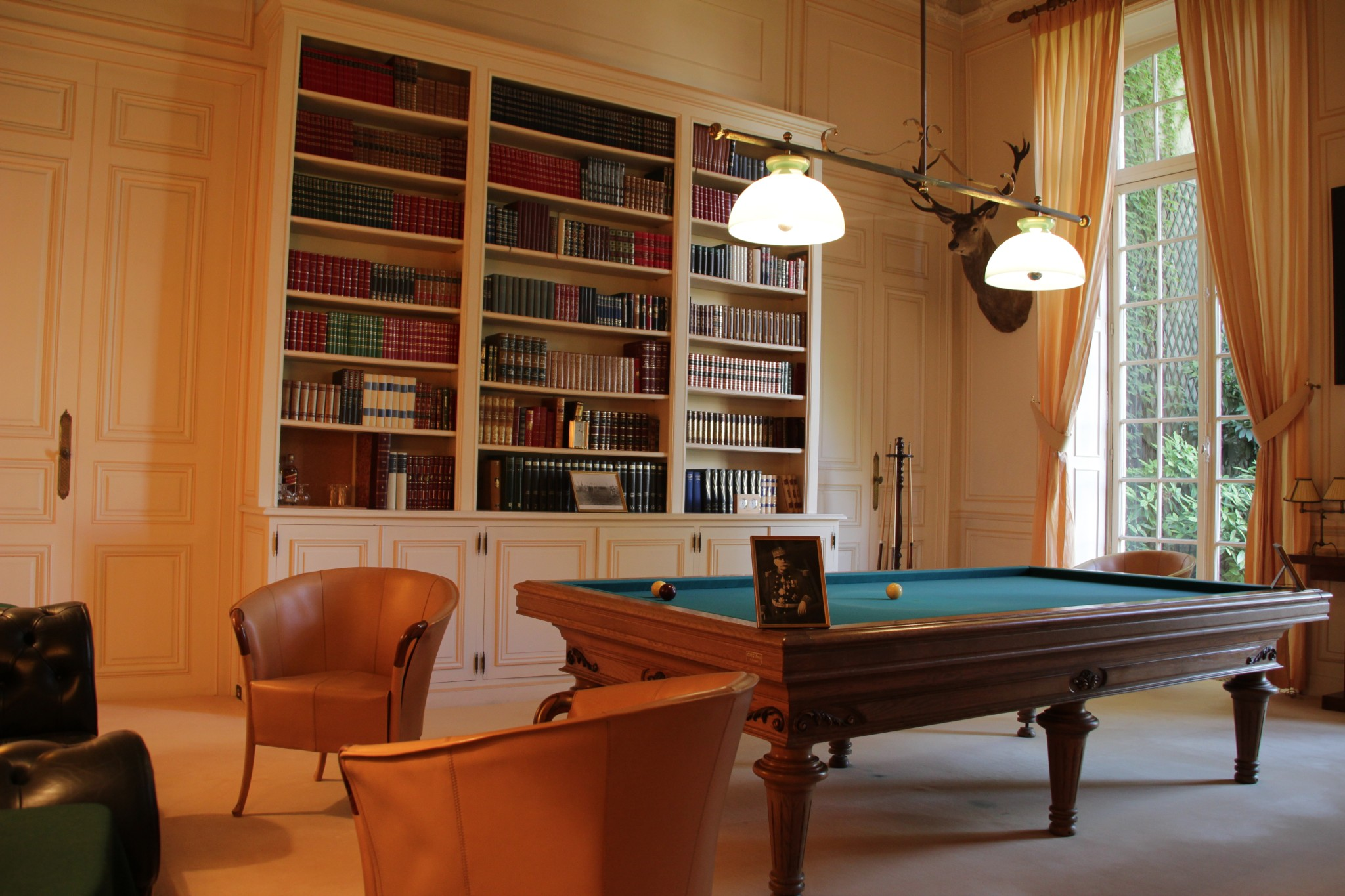
Petit salon de l'hôtel de Noirmoutier.
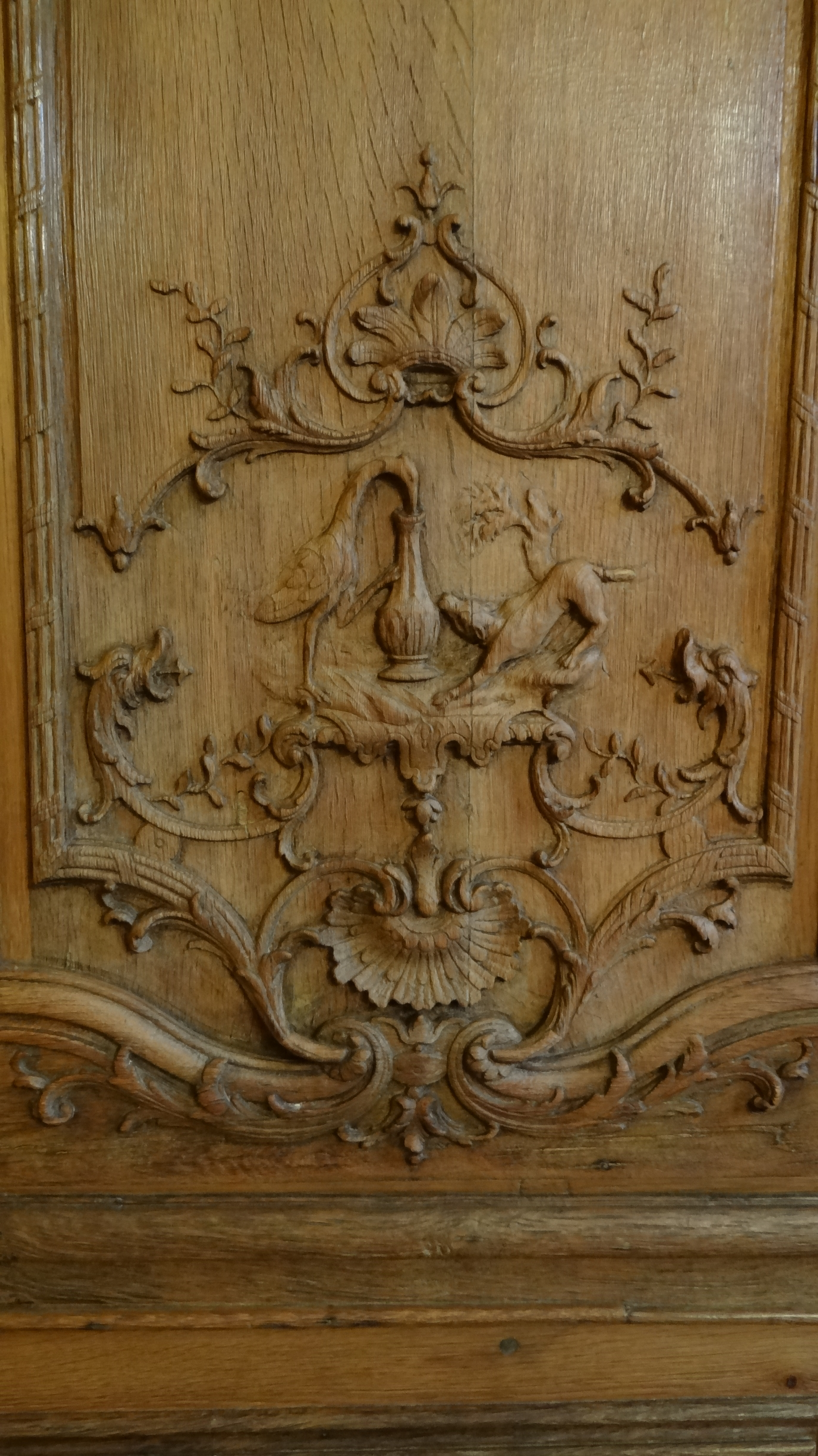
Boiseries de la grande salle à manger figurant les Fables de La Fontaine.